# Szabelnia (Mysłowice)
Szabelnia – część Mysłowic, położona w dzielnicy Piasek, ciągnąca się wzdłuż ulicy Szabelnia, przy granicy z Katowicami. Początki miejscowości sięgają przełomu XVII i XVIII wieku. Składa się ona z rozproszonej zabudowy mieszkaniowej. W rejonie Szabelni znajduje się m.in. zespół przyrodniczo-krajobrazowy „Szopienice-Borki”.

## Historia
Szabelnia powstała na przełomie XVII i XVIII wieku jako kolonia na pograniczu Szopienic i Mysłowic. Jej powstanie jest związane z założeniem na jej terenach przez właścicieli Mysłowic – rodziny Turzonów, kuźnicy żelaza, którą później przekształcono ją w małą wytwórnię szabel i noży – stąd również pochodzi nazwa dzisiejszej dzielnicy. W 1723 roku odnotowano w Szabelni kradzież kilkunastu szabel z kuźnicy Stanisława Mikułowskiego, nazywanego mistrzem szabelnikiem. W 1862 roku osada ta weszła w skład Mysłowic, które wraz z włączeniem innych sąsiednich osad odzyskały wówczas prawa miejskie. 

## Charakterystyka
Szabelnia położona jest w Mysłowicach (dzielnica Piasek), przy granicy z Katowicami (dzielnica Szopienice-Burowiec). Od północy granicy z Sosnowcem (osiedle Naftowa; granica stanowi Brynica, a bliżej Szabelni równolegle przebiegała trasa kolejowej Północnej Magistrali Piaskowej), od południa z Piaskiem (z linią kolejową nr 171), a od zachodu z Drugimi Szopienicami. 
Szabelnia składa się z rozproszonej zabudowy mieszkaniowej jednorodzinnej oraz ośrodka rekreacyjnego przy stawach Hubertus, ukształtowanego przy Brynicy i uchodzącej do niej na terenie osady rzeki Rawy. Na pograniczu Katowic, Sosnowca i Mysłowic znajduje się Zespół przyrodniczo-krajobrazowy „Szopienice-Borki”. W strukturze użytkowania gruntów Szabelni przeważają grunty pod wodami powierzchniowymi (stawy Hubertus). Ponadto znaczny jest udział terenów rekreacyjno-wypoczynkowych oraz pastwisk. Główną drogą wewnątrz Szabelni jest ulica Szabelnia, która jest drogą dojazdową. Zlokalizowane są tu przystanki ZTM Mysłowice Szabelnia (nż) oraz Mysłowice Kąpielisko Hubertus, z których według stanu z października 2020 roku odjeżdżała jedna linia autobusowa (nr 219), łącząca Szabelnię z Ławkami przez Centrum, Ćmok, Brzęczkowice, Brzezinkę, Larysz i Wesołą. W 2015 roku Szabelnię zamieszkiwało 15 osób.